# Феденяк-Білинський Іван Федорович
Іван Федорович Феденяк-Білинський (*26 червня 1861 — † 6 серпня 1920, м. Одеса) — генерал-хорунжий Армії УНР.

## Життєпис
Закінчив Одеське піхотне юнкерське училище (1883), служив у 13-му стрілецькому батальйоні (Одеса). Брав участь у Китайському поході 1900–1901 рр. Закінчив Офіцерську стрілецьку школу. З 26.02.1905 р. — підполковник 13-го стрілецького полку (Одеса), у складі якого брав участь у Першій світовій війні. Останнє звання у російській армії — генерал-майор.
З грудня 1918 р. — начальник 13-ї пішої дивізії військ Директорії. Станом на 26.01.1919 р. — в. о. начальника 7-го Харківського корпусу Дієвої армії УНР. З 02.03.1919 р. — начальник Новоград-Волинської групи військ Дієвої армії УНР. До 18.03.1919 р. — начальник Коростенської групи. У подальшому — комендант Новограда-Волинська. З 07.05.1919 р. до кінця травня 1919 р. — начальник 1-го Дієвого корпусу Дієвої армії УНР. 
З 21.03.1920 р. — начальник запасної бригади у Бресті (згодом — 6-та запасна бригада Армії УНР). З 18.05.1920 р. — начальник 7-ї запасної бригади Армії УНР, що мала бути сформована у Києві. Після відступу українських військ з Києва 12 червня 1920 р. залишив Армію УНР.
Розстріляний більшовиками в Одесі 6 серпня 1920. 